# ハウ・キャン・アイ・ラヴ
『ハウ・キャン・アイ・ラヴ』（How Can I Love、「私はどのように愛せるだろう」の意）は、1983年（昭和58年）製作、1984年（昭和59年）公開、アンヌ＝マリー・ミエヴィル監督によるフランス・スイス合作の短篇映画である。

## 略歴・概要
当時写真家であった1972年（昭和47年）に、ジャン＝リュック・ゴダールとジャン＝ピエール・ゴランの主宰するジガ・ヴェルトフ集団が演出した長篇劇映画『万事快調』の撮影にスチルカメラマンとして参加して以来、1975年（昭和50年）のゴダール監督作『パート2』で脚本家・女優としてデビュー、1976年（昭和51年）にゴダールとの共同監督でテレビ映画シリーズ『6x2』で監督としてデビューしてきたアンヌ＝マリー・ミエヴィルが、初めて単独で監督した短篇映画が本作である。
撮影監督には、ゴダールとミエヴィルが本拠地とするスイス・ヴォー州の地元で活躍する写真家・映画作家のフランシス・ロイセールを迎え、ロイセールの推薦でゴダールの『パッション』で録音技師を務めたフランソワ・ミュジーが本作でも録音技師を務めた。助監督は、ミエヴィルの第2作の短篇映画『マリアの本』では撮影を担当するジャック・フィルマンが務めた。
出演者のなかでも、ジョー・エクスコフィエは、クロード・ゴレッタ監督の短篇映画『五月の日曜日』（1963年）やアラン・タネール監督の長篇デビュー作『どうなってもシャルル』（1969年）といった「グループ5」の映画にも出演している人物である。フランソワ・ジェルモンは、のちにゴダール監督の『ヌーヴェルヴァーグ』（1990年）、『ゴダールの決別』（1993年）にも出演した。

## スタッフ・作品データ
- 監督・脚本・編集 : アンヌ＝マリー・ミエヴィル
- 撮影監督 : フランシス・ロイセール[1]
- 録音 : フランソワ・ミュジー[1]
- 助監督 : ジャック・フィルマン[1]
- 音楽 : ルイ・クルリエ[1]
- 製作 : JLGフィルム、ソニマージュ・スイス[1]
- 撮影地 :  スイス
- 形式 : イーストマンカラー[1] - 35ミリフィルム
- ジャンル : ドラマ映画、短篇映画
- 上映時間 : 13分[1] （7分[2]）
- 製作年 : 1983年
- 公開年 : 1984年  フランス

## キャスト
- ハルレット・クラーツ
- ジョー・エクスコフィエ
- カルロ・ブラント
- ドミニク・シュテーレ
- フランソワ・ジェルモン
- アントワーヌ・バスレール

## 註
1. 1 2 3 4 5 6 7 8 9 10 11  コリン・マッケイブ『ゴダール伝』、堀潤之訳、みすず書房、2007年6月9日 ISBN 4622072599, p.365.
2. 1 2  #外部リンク欄、Internet Movie Databaseの「How Can I Love」リンク先の記述を参照。
3. ↑  「フランソワ・ミュジー インタヴュー」の記述を参照。